# Pacifische Plaat

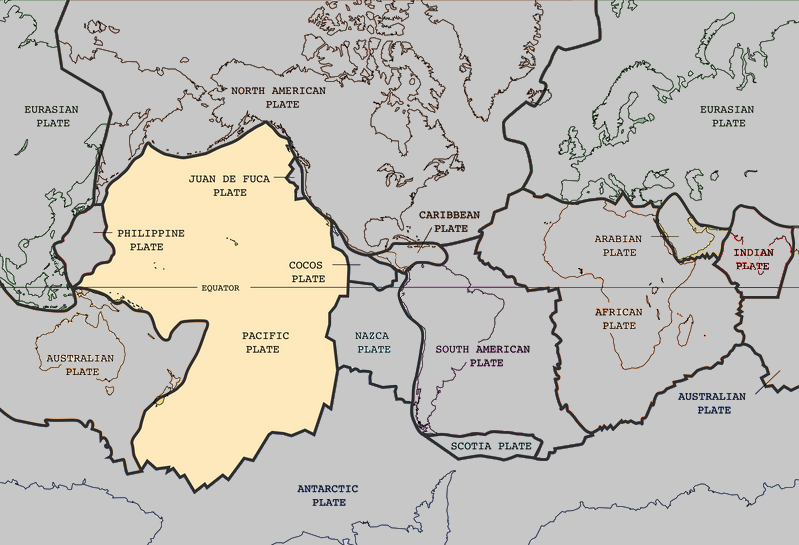
Locatie van de Pacifische Plaat

De Pacifische Plaat is in oppervlak met ongeveer 108.000.000 km² de grootste tektonische plaat op Aarde. Met uitzondering van enkele kleine gebieden die met name aan de randen van de plaat te vinden zijn, bestaat de plaat voornamelijk uit de oceanische korst onder de Grote Oceaan.

## Begrenzing
Dankzij het grote oppervlak grenst de Pacifische Plaat aan een groot aantal andere platen: met de klok mee de Noord-Amerikaanse Plaat, de Juan de Fucaplaat, de Cocosplaat, de Nazcaplaat, de Antarctische Plaat, de Australische Plaat en de Filipijnse Plaat. Mogelijk liggen aan de rand van de plaat nog enkele kleine platen (zogenaamde microplaten), maar hun bestaan is nog niet met zekerheid aangetoond.

## Platentektoniek en gevolgen
Dankzij het proces van platentektoniek (de beweging van tektonische platen die uit de aardkorst en het bovenste deel van de aardmantel bestaan) beweegt de Pacifische Plaat ongeveer 10 cm/jaar in noordwestelijke richting. Deze beweging wordt veroorzaakt door divergente (uit elkaar bewegende) plaatgrenzen met de Antarctische, Nazca-, Cocos- en Juan de Fucaplaten in het oosten.
Met de Australische, Filipijnse en Noord-Amerikaanse Platen in het zuidwesten zijn de plaatgrenzen convergent. Hier subduceert de Pacifische Plaat onder de andere platen, waarbij grote troggen gevormd worden boven de subductiezones. Het bekendste voorbeeld is de Marianentrog op de grens met de Filipijnse Plaat.
In Californië, waar de Pacifische Plaat aan de Noord-Amerikaanse grenst, schuiven de platen langs elkaar, wat onder andere de San Andreas Fault veroorzaakt, waarlangs veel seismische activiteit plaatsvindt.
Grote delen van de randen van de Pacifische Plaat, met name die in het noorden en westen, behoren tot de zogenaamde Ring van Vuur, de tektonisch en vulkanisch actieve ring om de Grote Oceaan.